# ديانغ
ديانغ (بالصينية: 德阳市 )‏ هي مدينة على مستوى محافظة، في جمهورية الصين الشعبية، تتبع سيتشوان، تبلغ مساحتها 5,818 كيلومتر مربع، رمزها البريدي هو 618000.

## مدن توأم
المدن التوأم:
- بريليب
- لاهتي
- هیغاشیهیروشیما، هیروشیما.

## التقسيمات الإدارية
- Jingyang, Deyang [الإنجليزية]‏
- Zhongjiang County [الإنجليزية]‏
- Luojiang, Deyang [الإنجليزية]‏
- غوانغهان
- شيفانغ  [لغات أخرى]‏
- ميانتشو  [لغات أخرى]‏.